# Techno Schleuder
Techno Schleuder is een theekopjesattractie in het Duitse attractiepark Legoland Deutschland.
De in 2002 geopende attractie bestaat uit één grote draaischijf met daarop vier kleinere draaischijven. Op elke draaischijf staan drie voertuigen, waarin plaats is voor maximaal vier bezoekers. Techno Schleuder is gethematiseerd naar LEGO Technic. Vanaf de opening in 2002 was de attractie niet overdekt. Een aantal jaren later is er een dak over de attractie heen gebouwd.